# Премия «Гойя» за лучший оригинальный сценарий
Премия «Гойя» за лучший оригинальный сценарий (исп. Premio Goya al mejor guión original) — одна из главных номинаций испанской национальной кинопремии «Гойя».
| Год  | Победитель                                                                     | Фильм                                                                                      |
| ---- | ------------------------------------------------------------------------------ | ------------------------------------------------------------------------------------------ |
| 2024 | Эдуард Сола                                                                    | Дом в огне / Casa en flames                                                                |
| 2016 | Рауль Аревало Давид Пулидо                                                     | Терпеливый / Tarde para la ira                                                             |
| 2015 | Сеск Гай Томас Арагай                                                          | Трумэн / Truman                                                                            |
| 2014 | Альберто Родригес Рафаэль Кобос                                                | Миниатюрный остров / La isla mínima                                                        |
| 2013 | Давид Труэба                                                                   | Легко живётся с закрытыми глазами / Vivir es fácil con los ojos cerrados                   |
| 2012 | Пабло Бергер                                                                   | Белоснежка / Blancanieves                                                                  |
| 2011 | Энрике Урбису Микель Гастамбиде                                                | Нет мира для нечестивых / No habrá paz para los malvados                                   |
| 2010 | Крис Спарлинг                                                                  | Погребённый заживо / Buried                                                                |
| 2009 | Алехандро Аменабар Матео Хиль                                                  | Агора / Agora                                                                              |
| 2008 | Хавьер Фессер                                                                  | Дорога / Camino                                                                            |
| 2007 | Серхио Гутьеррес Санчес                                                        | Приют / El Orfanato                                                                        |
| 2006 | Гильермо дель Торо                                                             | Лабиринт фавна / El laberinto del fauno                                                    |
| 2005 | Изабель Койшет                                                                 | Тайная жизнь слов / La vida secreta de las palabras                                        |
| 2004 | Алехандро Аменабар Матео Хиль                                                  | Море внутри / Mar adentro                                                                  |
| 2003 | Исиар Больяин Алисия Луна                                                      | Возьми мои глаза / Te doy mis ojos                                                         |
| 2002 | Энрике Брасо Антонио Эрнандес                                                  | В городе без границ / En la ciudad sin límites                                             |
| 2001 | Алехандро Аменабар                                                             | Другие / Los otros                                                                         |
| 2000 | Ачеро Маньяс Вероника Фернандес                                                | / El bola                                                                                  |
| 1999 | Бенито Самбрано                                                                | Одинокие / Solas                                                                           |
| 1998 | Фернандо Леон де Араноа                                                        | Квартал / Barrio                                                                           |
| 1997 | Рикардо Франко Анхелес Гонсалес-Синде                                          | Счастливая звезда / La buena estrella                                                      |
| 1996 | Алехандро Аменабар                                                             | Диссертация / Tesis                                                                        |
| 1995 | Агустин Диас Янес                                                              | Никто не расскажет о нас, когда мы умрём / Nadie hablará de nosotras cuando hayamos muerto |
| 1994 | Жоакин Ористрель Иоланда Гарсия Серрано Хуан Луис Иборра Мануэль Гомес Перейра | Все вы мужчины одинаковые / Todos los hombres sois iguales                                 |
| 1993 | Марио Камус                                                                    | Тени одного сражения / Sombras en una batalla                                              |
| 1992 | Рафаэль Аскона Хосе Луис Гарсия Санчес Фернандо Труэба                         | Изящная эпоха / Belle Époque                                                               |
| 1991 | Хуанма Бахо Ульоа Эдуардо Бахо Ульоа                                           | Крылья бабочки / Alas de mariposa                                                          |
| 1990 | Мончо Армендарис                                                               | Письма Алу / Las cartas de Alou                                                            |
| 1989 | Агусти Вильяронга                                                              | Лунный ребёнок / El niño de la luna                                                        |
| 1988 | Педро Альмодовар                                                               | Женщины на грани нервного срыва / Mujeres al borde de un ataque de nervios                 |
| 1987 | Рафаэль Аскона                                                                 | Живой лес / El bosque animado                                                              |
| 1986 | Фернандо Фернан Гомес                                                          | Путешествие в никуда / El viaje a ninguna parte                                            |